# Academia de Ciências da Califórnia
A California Academy of Sciences (em português: Academia de Ciências da Califórnia) é um dos dez maiores museus de história natural do mundo contando com mais de 26 milhões de espécimes em seu acervo. Está situado no Golden Gate Park em São Francisco, Califórnia, Estados Unidos. O Steinhart Aquarium e o Morrison Planetarium fazem parte do museu. A fundação do California Academy of Sciences aconteceu em 1853 e até hoje contribui com uma grande quantidade de pesquisa original. A educação e as exibições foram os grandes empreendimentos do museu durante o século XX.
Completamente reconstruído em 2008, o prédio abrange 37 mil metros quadrados e está entre os mais novos museus de história natural dos Estados Unidos. O prédio primário no Golden Gate Park reabriu em 27 de setembro do mesmo ano.

## Administração
A Academia de Ciências da Califórnia, instituição de pesquisa para ciências naturais, conhecido como o mais antigo museu ainda em operação no Estado é governado por um Conselho de Administração de quarenta e um membros que são nomeados e escolhidos pelos Associados da Academia. Os Associados da Academia são, por sua vez, indicados por seus colegas e nomeados pelo Conselho de Curadores.  Eles permanecem membros da Associação por toda a vida. O Conselho de Curadores é responsável por nomear a gerência executiva da Academia, que por sua vez é responsável por supervisionar o funcionamento geral da mesma e a contratação de seus outros gerentes e funcionários.

### Operações do Museu e do Aquário
O funcionamento do museu é a face pública da Academia de Ciências. Os aspectos educacionais das exposições e programas de divulgação pública são gerenciados em uma divisão chamada "Engajamento e Educação Pública". Subjacente a essas operações há uma equipe de centenas de funcionários que operam as funções do dia-a-dia, sem as quais a Academia não poderia oferecer seus programas. O ramo de operações é dividido em três departamentos: operações de construção, operações de convidados e serviços de TI.

### Instituto pela Ciência da Biodiversidade e Sustentabilidade
Além de ser reconhecido mundialmente como uma fonte de educação pública através de seu museu, a Academia de Ciências da Califórnia também opera o prestigioso Institute for Biodiversity Science and Sustainability (em português:  Instituto pela Ciência da Biodiversidade e Sustentabilidade) como seu braço de pesquisa, contribuindo com importantes obras nos campos da taxonomia, filogenética e estudos da biodiversidade. Embora uma parte dos trabalhos do Instituto sejam divulgados pelos patrocinadores do museu na seção “Gerenciamento de Projetos de Ciência”, a maior parte da pesquisa ocorre em laboratórios e instalações, que ocupam quase 50% da estrutura física da Academia, alheios ao acesso e conhecimento do público.

## Educação Pública
"Como foi o caso desde o início, o principal impulso das exposições do Museu é a história natural. Os principais locais do museu incluem o seguinte: 
• Museu de História Natural de Kimball - Engloba todo o museu fora do planetário, floresta e aquário, e inclui o Africa Hall (a exposição mais antiga da Academia), a Asa Leste (que inclui o pêndulo Foucault juntamente com uma exposição do acervo mais antigo, prévio a renovação da instituição em 2008), a Asa Oeste (que atualmente abriga várias exposições geofísicas), há também a seção “Gerenciamento de Projetos de Ciência”, que possui cientistas trabalhando em projetos de pesquisa reais e ao vivo e que podem ser vistos fazendo seu trabalho de fora do laboratório por visitantes públicos, bem como várias exposições menores distribuídas ao longo do restante do edifício da Academia.
• Planetário Morrison - apresenta a maior cúpula digital de um planetário do mundo, medindo  27,5 metros de diâmetro com uma tela de 23 metros de diâmetro.
• Rainforest of the World (em português: Floresta Tropical do Mundo)- exposição de floresta tropical circundada por uma cúpula de vidro de 27 metros.
• Aquário Steinhart - inclui exibições de habitat de recifes de corais, baías e dos pântanos; bem como uma colônia de pinguins africanos. 
Além dos seus famosos programas de museus, a Academia de Ciências da Califórnia oferece também muitos programas de divulgação educacional e comunitária aos membros do público em geral.

## Pesquisa
Cientistas do Instituto da Academia para Ciências da Biodiversidade e Sustentabilidade, realizam pesquisas sistemáticas e de conservação em diversos campos, incluindo antropologia, biologia marinha, botânica, entomologia, herpetologia, ictiologia, zoologia de invertebrados, mamíferos, ornitologia, geologia e paleontologia. Há também uma forte ênfase nas preocupações ambientais, com todos os vários departamentos colaborando para se concentrar na biologia sistemática e na biodiversidade. Pesquisadores da Academia estudam a vida ao redor do mundo: uma expedição de 2011 para as Filipinas descobriu aproximadamente 300 espécies novas para a ciência. A Academia publica inclusive um periódico "Procedimentos da Academia de Ciências da Califórnia" assim como documentos ocasionais, memórias e publicações especiais. 

## História

### Primeiros anos
A Academia de Ciências Naturais da Califórnia foi fundada em 1853, apenas três anos depois que a então região da Califórnia se juntou aos Estados Unidos, tornando-se a primeira sociedade desse tipo nos EUA ocidentais. Seu objetivo declarado era empreender "uma pesquisa sistemática completa de cada porção do Estado e a coleção de um gabinete de suas produções raras e ricas". Ela foi renomeada, em 1868, como a mais inclusiva Academia de Ciências.
A Academia teve uma direção direta para o envolvimento das mulheres na ciência, aprovando uma resolução em seu primeiro ano de existência segundo a qual os membros "aprovam altamente a ajuda das mulheres em todos os departamentos de ciências naturais e convidam sua cooperação". Essa política levou várias mulheres a serem contratadas para cargos profissionais como botânicos, entomologistas e outras ocupações durante o século XIX, quando as oportunidades para as mulheres nas ciências eram limitadas e, muitas vezes, as que existiam eram restritas a catalogação e cálculos. Em 1892, a botânica Alice Eastwood foi contratada pela Academia e trabalhou lá até se aposentar em 1949. Ela criou a coleção de plantas raras, que foi salva quando a Academia foi destruída no terremoto de 1906 em São Francisco.
O primeiro museu oficial da Academia abriu em 1874, na esquina da Califórnia e Dupont Streets (agora chamada Grant Avenue) no que é agora a região da Chinatown e que chegou a receber 80 mil visitantes por ano. Para acomodar sua crescente popularidade, a Academia mudou-se para um novo e maior prédio na Market Street em 1891, financiado pelo legado de James Lick, um magnata, empresário e filantropo do setor imobiliário de São Francisco do século XIX.
No entanto, apenas quinze anos depois, em 1906, a instalação da Market Street foi vítima do terremoto de São Francisco que se seguiu de três dias de fogo, o que eliminou tudo e todos, exceto um carrinho de mão cheio de bibliotecas da Academia e coleções de espécimes. Na destruição generalizada canalizada pelo rescaldo do terremoto, os curadores da Academia e os funcionários só conseguiram recuperar um único carrinho de materiais, incluindo livros de minutos da Academia, registros de membros e 2.000 espécimes de tipo. Felizmente, a expedição científica de 1905-1906 para as Ilhas Galápagos (o primeiro de vários patrocinados pela academia para o arquipélago) já estava em andamento, e retornou sete meses depois, fornecendo coleções de substituição para aqueles perdidos.

### Golden Gate Park
Em 1916, a sede da Academia mudou-se para o Hall norte-americano de aves e mamíferos no Golden Gate Park, o primeiro edifício no local que se tornaria sua casa permanente. Em 1923, o Aquário Steinhart foi adicionado, seguido em 1934 pelo Simson African Hall.
Durante a Segunda Guerra Mundial, a Academia contribuiu para o esforço de guerra americano usando suas instalações de oficina para reparar equipamentos ópticos e de navegação para navios da Marinha dos Estados Unidos; São Francisco era um grande porto para a arena da Guerra do Pacífico.
Os anos pós-guerra viram uma enxurrada de novas construções no site; O Salão da Ciência foi adicionado em 1951, seguido do Planetário de Morrison, em 1952. O Planetário de Morrison foi o sétimo maior planetário a abrir nos Estados Unidos e apresentou um projetor de estrela único, construído pelos membros da equipe da Academia (em parte usando a experiência adquirida fazendo o trabalho óptico para a Marinha dos EUA durante a Segunda Guerra Mundial).
O Projetor da Academia produziu um campo estelar de aparência natural. Ele esboçou as estrelas de forma irregular, em vez das estrelas circulares exibidas por muitos projetores de estrelas ópticas. As formas irregulares foram projetadas colocando grãos de carboneto de silício de tamanho variado nas placas de estrelas de vidro à mão, depois aluminizando as placas e escovando os grãos de carboneto de silício.
Em 1959, a Biblioteca Malliard, Eastwood Hall of Botany e Livermore Room foram adicionados. Ao longo da década de 1960, as universidades que se concentraram no novo campo da biologia molecular derrubaram-se de suas coleções de espécimes tradicionais, confiando-as à Academia e levando a um rápido crescimento das explorações da Academia.
Em 1969, outro novo edifício, Cowell Hall, foi adicionado ao site. Em 1976, várias galerias novas foram abertas, e no ano seguinte, em 1977, foi construída a "rotunda de peixe".
Antes do antigo edifício ser derrubado em 2005, havia uma galeria, chamada Life Through Time, que abriga uma grande exibição sobre evolução e paleontologia. Havia um Gem and Mineral Hall, uma espécie de seção sobre terremotos e uma exposição de Gary Larson.

## Terremoto e reconstrução
A estrutura dos prédios da Academia sofreram danos significativos com o terremoto Loma Prieta de 1989. Consequentemente, o prédio Bird Hall foi fechado para garantir segurança pública. O Aquário Steinhart que já era considerado projetado inadequadamente nos moldes da engenharia também sofreu danos com o sismo.
Conforme os planos de reparar os estragos e de tornar os prédios resistentes a terremotos surgiram, percebeu-se que uma força de trabalho considerável seria necessária para adequar as construções aos modelos modernos. 
A construção do novo prédio de 500 milhões de dólares foi iniciada em 12 de setembro de 2005. Enquanto isso, as exibições do museu foram alocadas na Rua Howard, número 875, em um museu temporário. 
A Academia reabriu em 27 de setembro de 2008, como um dia de entrada gratuita. Durante o dia, a fila de entrada passou da extensão de dois quilômetros e embora 15.000 pessoas tenham entrado, outras milhares foram recusadas por ultrapassar as capacidades do prédio.

## Design ambiental do novo edifício
O arquiteto responsável pelo projeto de reconstrução da Academia foi Renzo Piano. Seu design foi vencedor do prêmio (ULI) Urban Land Institute Award por excelência na região das Américas em 2008, assim como o prêmio Holcim Silver pela construção sustentável do seu projeto na região da América do Norte em 2005.
O novo prédio esteve na vanguarda da arquitetura sustentável, juntamente com o foco da Instituição em relação a preocupações ecológicas e desenvolvimento sustentável. Recebeu também certificação platina pelo programa LEED. E pelas suas características notáveis o canais Discovery Channel Extreme Engineering em 2006 e o National Geographic Man-Made em julho de 2008 produziram programas dedicados a reconstrução da Academia. 
O novo edifício incluiu uma série de recursos ecológicos: 
• Produz 50% menos de águas residuais do que anteriormente
• Recicla a água da chuva para irrigação
• Usa 60.000 células fotovoltaicas
• Presença de um telhado verde com uma área de 1,0 hectare 
• Usa iluminação natural em 90% dos espaços ocupados
• Foi construído sobre mais de 15,000 metros cúbicos de concreto reciclado
• A construção inclui 5.000 toneladas de aço reciclado
• Isolamento de parede feito de pedaços de denim reciclado

## Teto Verde
O telhado verde da Academia de Ciências da Califórnia tem vários recursos ambientalmente amigáveis, bem como design sustentável. Renzo Piano foi inspirado por sete principais colinas de São Francisco, que referem-se a: Telegraph Hill, Nob Hill, Russian Hill, Rincon Hill, Mount Sutro, Twin Peaks e Mount Davidson. O telhado verde vivo foi plantado com 1,7 milhão de plantas nativas da Califórnia. A praça central do museu fica sob um enorme teto de vidro no telhado, que se abre para permitir que o ar fresco da noite flua no prédio abaixo. Ao usar esse tipo de ventilação natural em vez de ar condicionado para regular a temperatura interior, o edifício torna-se mais eficiente em termos energéticos. Renzo Piano e SWA Group ganharam o prêmio da American Society of Architects Landscape (ASLA) em design em 2009.